# In the Quiet Morning (For Janis Joplin)
In the Quiet Morning (For Janis Joplin) ist ein von Mimi Fariña geschriebenes Lied und Tribut an die US-amerikanische Rock- und Bluessängerin Janis Joplin, die am 4. Oktober 1970 an einer Überdosis Drogen gestorben war. Es erschien erstmals auf dem von Farina mit Tom Jans 1971 eingespielten Album Take Heart. Ein Jahr später wurde es von Farinas Schwester Joan Baez als Coverversion für deren Album Come from the Shadows, ihrem Debüt beim Label A&M, aufgenommen. Als Single erreichte das Lied als eines der wenigen Lieder von Baez die US-Pop-Charts. Dort kletterte es 1972 bis auf Platz 69. Ferner erreichte es auch Platz 22 der Easy-Listening-Charts. Baez und Janis Joplin lernten sich im Juli 1968 auf dem Newport Folk Festival durch John Byrne Cook, Joplins Roadmanager, kennen. Sie trafen auch beim Woodstock-Festival aufeinander und flogen gemeinsam in einem Hubschrauber zu ihren Auftritten.
Noch 1972 veröffentlichte Joy Fleming eine deutschsprachige Version als Single. Kinderhände erhielt einen deutschen Text von Carl J. Schäuble und Gerd Thumser.
Die argentinische Sängerin Silvana Di Lorenzo veröffentlichte ebenfalls 1972 eine spanische Version, En la paz del día, die als B-Seite zu ihrer Hit-Single Palabras, palabras erschien.
Im darauf folgenden Jahr entstand eine weitere deutsche Version von Katja Ebstein, Dunkel war der Morgen, erneut mit einem Text von Gerd Thumser. Diese Fassung wurde auf Ebsteins Album Katja veröffentlicht.
Es entstanden darüber hinaus Versionen in Niederländisch von Saskia & Serge (In De stille morgen, 1973) oder in Finnisch von Anki Lindqvist (Aamun hiljaisuuteen, 1973).